# Insulina detemir

Porównanie czasu działania określonych typów insulin.

Insulina detemir – wolno działający analog insuliny ludzkiej o wydłużonym czasie działania. Jego preparat jest stosowany w postaci wstrzyknięć w leczeniu cukrzycy.
Insulina detemir jest otrzymywana na drodze inżynierii genetycznej (rekombinacja DNA drożdży Saccharomyces cerevisiae) i różni się od insuliny ludzkiej:
1. związaniem w pozycji B29 z ε-aminową grupą lizyny czternastowęglowego łańcucha kwasu tłuszczowego
2. brakiem treoniny w pozycji B30

Zaletą insuliny detemir w porównaniu z insuliną NPH jest mniej zmienny i bardziej przewidywalny profil działania. Specyficzny profil farmakodynamiczny uzyskano przez tworzenie w miejscu wstrzyknięcia silnych połączeń między cząsteczkami leku oraz wiązaniu albumin przez łańcuch boczny kwasu tłuszczowego.
Czas działania zależy od dawki i wynosi do 24 h. Leczenie insuliną detemir nie wiąże się z niepożądanym przyrostem masy ciała, nie zwiększa zagrożenia hipoglikemią i nie różni się istotnie u dzieci, młodzieży i osób dorosłych.
Insulina detemir jest stosowana jako insulina bazalna w połączeniu ze wstrzyknięciami insuliny krótkodziałającej.
Dawki tej insuliny są podawane w jednostkach detemiru, które są 4-krotnie większe od jednostek międzynarodowych.

## Preparaty handlowe
- Levemir[1] (Novo Nordisk)